# ثوركيلد هانسن
ثوركيلد هانسن (بالدنماركية: Thorkild Hansen؛ وُلِدَ في 18 نوفمبر 1927 - توفي في 26 يوليو 1989) هو كاتب دنماركي وصحفي معروف بأعماله التي تناولت التاريخ الاستعماري والدنماركي في الشرق الأوسط وأفريقيا. اشتهر بشكل خاص بكتابه *العربية السعيدة* الذي يروي قصة بعثة دانماركية إلى شبه الجزيرة العربية في القرن الثامن عشر.

## أعماله
من أبرز أعماله التي تم ترجمتها إلى اللغة العربية:
- العربية السعيدة (بالدنماركية: *Arabia Felix*)

```
  هو الكتاب الأكثر شهرة له، الذي يروي قصة بعثة دانماركية استكشافية إلى شبه الجزيرة العربية بين 1761 و1767. تم ترجمته إلى اللغة العربية تحت عنوان *العربية السعيدة* (ترجمته إلى العربية: دار العربية للعلوم ناشرون، 2015).
```

- من كوبنهاجن إلى صنعاء

```
  هو عنوان آخر لترجمة عربية للكتاب نفسه، حيث يعكس الرحلة العلمية التي قام بها 
كارستن نيبور
 وزملاؤه أثناء البعثة الدنماركية. تم نشره من قبل الهيئة العامة للكتاب.
```